# 坂本ちゃん
坂本ちゃん（さかもとちゃん、1966年4月2日 - ）は、日本のお笑いタレント、YouTuberである。本名は坂本 恭章（さかもと やすあき）。山梨県塩山市（現・甲州市）出身。元アルカリ三世のメンバー。浅井企画所属。

## 来歴
塩山市立大藤小学校、塩山市立塩山北中学校卒業。中学校卒業後は、日本大学明誠高等学校を経て日本大学進学を希望するも、内部推薦入試に落ちてしまったことで日本大学に進学できなかった。
1999年、添野豪とともにアルカリ三世というお笑いコンビ結成。
2000年、『進ぬ!電波少年』の企画「電波少年的東大一直線」のオーディションに合格し、日光江戸村で拉致となった。オーディションの折には「大学生になりたかった」、「一に勉強、二に勉強」などと言った。企画では東京大学合格を目指して家庭教師のケイコ先生（唐木恵子。現：春野恵子）の下で8か月間勉強した。企画の趣旨を説明されるとすぐに「東大」はさすがに無理と思っていたが、当時、「電波少年」という番組は若手にとってものすごくチャンスがある番組だったため、やっとまわって来たチャンスを何とかものにしようという実感が大きかったと述懐している。
この頃から受験会場などでの混乱防止目的から実名を伏せるべく「坂本ちゃん」名義で出るようになり、どうしても実名を隠せない受験では証明写真は変装したものを使用し、受験会場でも同様となっていた。
学力は大きく向上したものの、センター試験を終えて答え合わせをすると、東大の一次通過ライン570点には遠く及ばず、366点という結果に終わり不合格だったため企画は頓挫の危機を迎えるも「どこでもいいから一直線」に変更となった。
その結果、日本大学文理学部など8校に合格して2001年4月、35歳の時に日本大学に入学。日本武道館で実施された入学式には「出たい」と言って出ていたが、その直後から年間にして100回以上もの番組出演など多忙となり、前述の「一に勉強、二に勉強」と逆に入学当初から授業に殆ど出席せず、勉強を二の次としたため7年間在籍するも単位を全く取得出来ず、2008年に中退した。
「電波少年」出演前はミシン工場でその箱詰めのアルバイトをしており、当時の月収は8万円程だったという。
年齢非公表だった当時「ウッチャンナンチャンのウリナリ!!」レギュラー初日（2001年6月）には番組の企画上で徹夜することがあったためか髭が伸び、共演者の勝俣州和（K2）と三村マサカズ（さまぁ〜ず）から（2001年当時）18歳なのに一晩でのびるのかよーと言われ、「この歳ならそりゃーあたくしだって伸びますよー」とコメントした一幕もあった。だが当時でも「1966年生まれ」と表記されていたものがあった。
「ウリナリ!!」終了後の2002年にコンビを解散し、添野は事務所をやめて自身は残ったが、現在も二人は交流が続いており、互いのブログに何度か登場している。
「あたし」や「～ですのよ」など、オネエ語を巧みに使う芸風であるが、実際の性的志向においてもオネエ(同性愛者)であることを公表している。
現在は芸能活動する傍ら、新宿ゴールデン街でバイトしている。また、YouTubeチャンネル「熟女会議　仮」でYouTuberとしての活動もしている。
2023年6月1日、前立腺肥大症の手術を受ける。

### 試験結果
合格
- 日本大学文理学部（ここに進学）
- 駒澤大学仏教学部
- 青山学院大学経済学部第二部
- 帝京大学文学部
- 明治学院大学二部経済学部
- 拓殖大学政経学部
- 国士舘大学文学部
- 亜細亜大学経済学部
- 東海大学文学部
- 大東文化大学法学部
- 明治大学二部政経学部
- 高千穂商科大学商学部

不合格
- 東京大学文科三類（センター試験足切り）
- 都留文科大学教育学部（公立）
- 慶應義塾大学商学部
- 國學院大学文学部
- 早稲田大学社会科学部（当時は昼夜開講制）
- 早稲田大学第二文学部
- 立教大学観光学部
- 法政大学経済学部
- 明治大学政経学部
- 専修大学商学部
- 玉川大学文学部
- 獨協大学経済学部
- 成城大学法学部
- 成蹊大学法学部

どの大学のどの学部を受ける（受けた）かはやはり受験会場内での混乱防止目的から2001年4月7日の特番まで一切明かさなかった。
2007年頃から浅草東洋館で月一回行われている「雷ライブ」にMCの一人として出演。
芸能人女子フットサルチーム「ASAI RED ROSE」の監督でもある。日出郎、ずれやまズレ子と共に、オネェ歌謡ユニット「花中」を結成し、2010年CD「花中時代」をリリースした。花中（花の中年トリオ）では、花中百恵と名乗っている。

## 人物
槇原敬之のファンで、かつてのメールアドレスには“lovelovemacky”という文字列が含まれていた。志賀真理子や岡田有希子のファンでもある。岡田とは存命中にサイン会で出会っており、貰ったサイン色紙を大事に保管している。山梨県支部のファン第一号であることが自慢。
仲良しのタレントには、KABA.ちゃんや光浦靖子がおり、パトロールシスターズというユニットを組み、CDを発表した。
高校の先輩には宇都宮隆、木根尚登（TM NETWORK）、後輩には木田優夫などがいる。特に木根はその縁からか『電波少年』に坂本ちゃんが企画参加していた頃に一回こちらにゲスト出演があり、その折に「高校の後輩なんです」などと言っていたことがある。

## 出演

### テレビ番組
- インディーウォーズ（日本テレビ）
- ナイトシャッフル（福岡放送）
- ニョッキン7（岡山放送）
- 進ぬ!電波少年（日本テレビ）
- ウッチャンナンチャンのウリナリ!!（日本テレビ） - ゴールデンタイム初レギュラー（ピン）
- ものまねバトル（日本テレビ）
- おしゃれカンケイ（日本テレビ）
- いろもん（日本テレビ）
- 速報!歌の大辞テン（日本テレビ）
- どっちの料理ショー（読売テレビ）
- 特上!天声慎吾（日本テレビ）
- メレンゲの気持ち（日本テレビ）
- モー。たいへんでした（日本テレビ）
- ロンブー龍（日本テレビ）
- 踊る!さんま御殿!!（日本テレビ）
- THE夜もヒッパレ（日本テレビ）
- 行列のできる法律相談所（日本テレビ）
- 24時間テレビ 愛は地球を救う24（日本テレビ）
- ナイナイサイズ!（日本テレビ）
- ウルトラショップ（日本テレビ）
- The独占サンデー（日本テレビ）
- ぐるぐるナインティナイン（日本テレビ）
- モグモグGOMBO（日本テレビ）
- 坂本ちゃんのUHF（岐阜放送） - 唯一の冠番組
- とんねるずのみなさんのおかげでした（フジテレビ）
- アリケン（テレビ東京）
- 大久保×鳥居×ブリトニー3P（MXTV）
- 超豪華!!スタア同窓会・ゲゲゲッ!の再会SP（日本テレビ、2010年10月5日）
- おら丼グランプリ!（静岡第一テレビ）

それ以外にも出演は多数あり。

### 旅番組
- 大人の極上ゆるり旅（テレビ東京、2012年9月25日）

### テレビドラマ
- レッツゴー!永田町（2001年、日本テレビ）
- ナースのお仕事4（2002年、フジテレビジョン） - 原田学 役
- 恋とおしゃれと男のコ（2002年、BS-i） - ひろし 役
- 海の上の診療所（2013年、フジテレビ）

### ラジオ番組
- 坂本ちゃんの合格ラジオ
- パチンコ予備校「坂本ちゃんの熱血 ウイングアカデミー」（三重エフエム放送）
- のぶえ・坂本ちゃんのどーんとこい!あなた任せデス! （南日本放送日曜深夜26時～）

### PV
- TUBE「燃える煙るモナムール」（2001年）

### 舞台
- トツゲキ倶楽部「いとしきキヲク」（2007年）

### 配信ドラマ
- 戦国サウナ（2023年、YouTube） - 今川義元 役[16]

### インターネットラジオ（動画配信）
- 女神のお笑い伝説

## 音楽作品
- 受験生ブルース（2001年11月28日、キティMME）
  - 高石ともやのカバー。
- 塊魂サウンドトラック「塊フォルテッシモ魂」（2004年5月19日、コロムビアミュージックエンタテインメント）
  - 8曲目「Katamari Mambo 〜 塊シンドロームmix」（「松原のぶえ&坂本ちゃん」名義）